# Turkowicka Ikona Matki Bożej

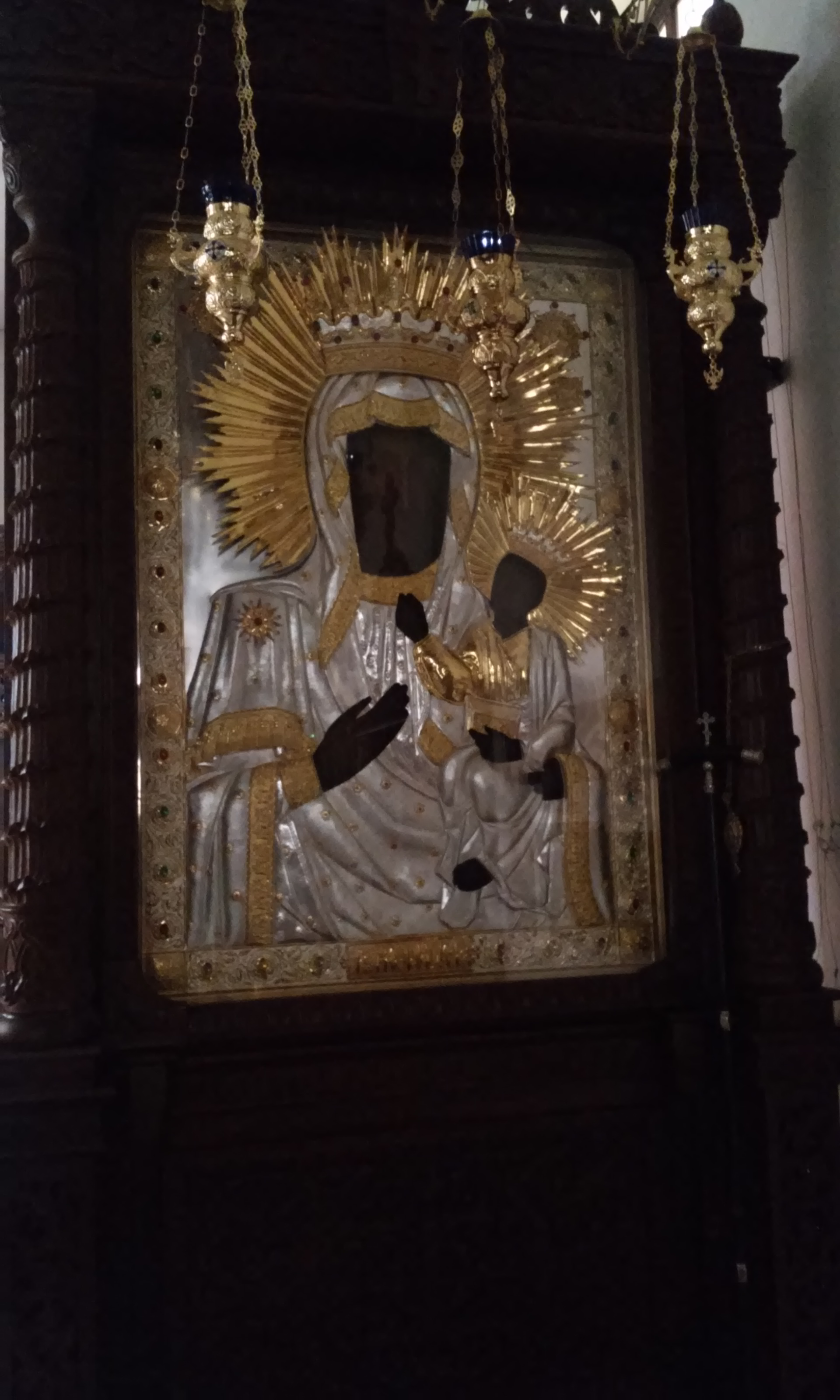
Turkowicka Ikona Matki Bożej

Turkowicka Ikona Matki Bożej – ikona Matki Bożej czczona w Cerkwi prawosławnej jako cudotwórcza.

## Historia

### W I Rzeczypospolitej
Według legendy, kiedy książę Władysław Opolczyk wywoził Częstochowską Ikonę Matki Bożej z Bełzu na Jasną Górę, zatrzymał się w okolicach Turkowic, by odpocząć. Gdy chciał odjechać, konie nie mogły pociągnąć wozu, na którym znajdował się cudowny obraz. Dopiero po zdwojeniu wysiłków orszak opuścił miejsce postoju. Natomiast w miejscu, gdzie stał wóz, pojawiło się światło, w którym wyraźna była twarz Maryi. Przeniosła się ona samoistnie na płótno, tworząc uznaną za cudowną Turkowicką Ikonę Matki Bożej. Prawosławna ludność zamieszkująca te okolice wzniosła na miejscu cerkiew. Według innego przekazu ikona została przywieziona do Turkowic z Kijowa i była dziełem mnicha, któremu wiele razy objawiła się Matka Boża.
Według prawosławnych autorów kult ikony był silny wśród miejscowej ludności prawosławnej (jak również wśród katolików już w XIV wieku. Ikona była uznawana za szczególną opiekunkę chorych dzieci, za które modlili się rodzice oraz osób mających trudności z poruszaniem się. Najliczniejsze grupy pielgrzymów uczestniczyły w nabożeństwach w Turkowicach w dni święta Opieki Matki Bożej oraz Złożenia Szaty Matki Bożej. Między XV wiekiem a 1749 ikoną opiekowali się mnisi z męskiego monasteru – początkowo prawosławnego, następnie unickiego.
Andrzej Gil dowodzi, że nie ma dowodów na średniowieczny rodowód kultu Turkowickiej Ikony Matki Bożej, ani na istnienie prawosławnej wspólnoty monastycznej w miejscowości. Jego zdaniem monaster bazyliański, powstały w pierwszej połowie XVIII w. i działający przez kilkadziesiąt lat, był pierwszym klasztorem w tej miejscowości, wtedy też utworzono w Turkowicach unicką parafię. Według ks. Krzysztofa Grzesiaka legenda o Turkowickiej Ikonie Matki Bożej powstała na początku XX w., by służyć jako uzasadnienie dla utworzenia z fundacji rosyjskiej prawosławnego monasteru. Kult ikony był promowany przez władze rosyjskie na pocz. XX wieku.

### XX wiek

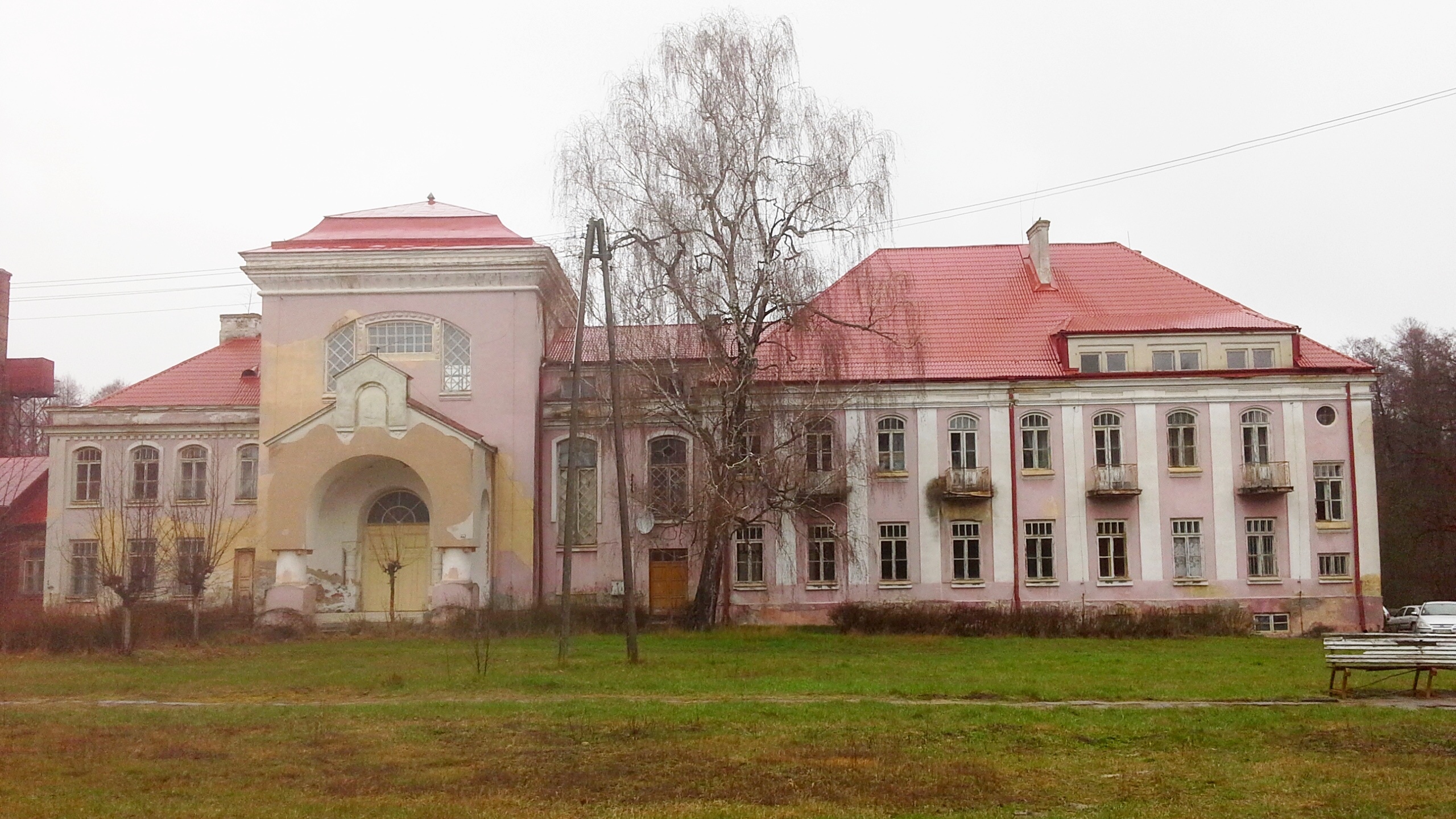
Monaster w Turkowicach – budynki wzniesione na pocz. XX wieku, pozostające w rękach prawosławnych do 1915

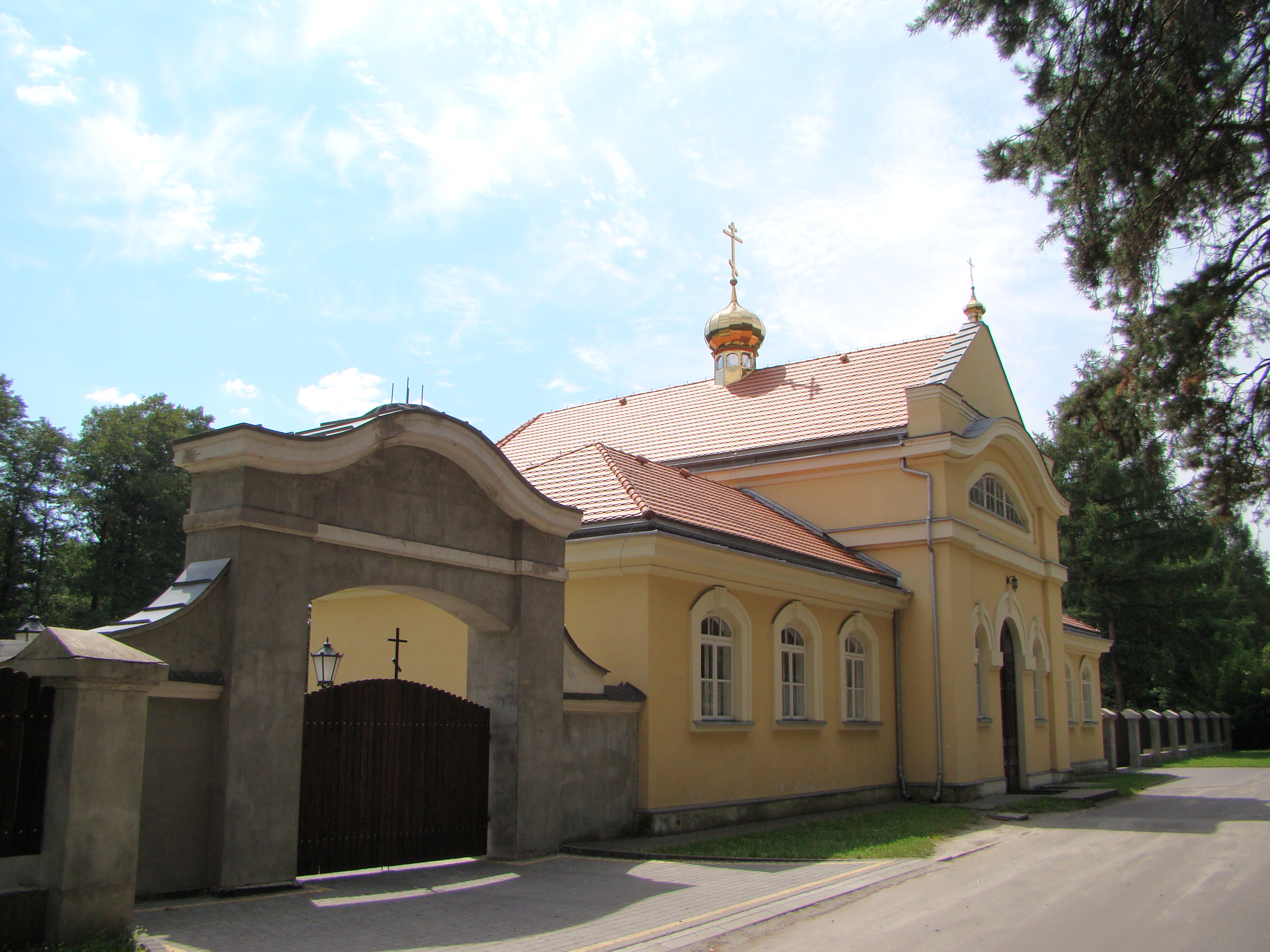
Budynek, w którym od 2006 działa restytuowana żeńska wspólnota monastyczna w Turkowicach. Tam również wystawiona jest dla kultu cudowna ikona

W 1903 Rosyjski Kościół Prawosławny otworzył w Turkowicach żeński klasztor, filię monasteru św. Antoniego w Radecznicy. Miał on na nowo ożywić kult ikony. 2 lipca 1906 biskup lubelski i chełmski Eulogiusz (Gieorgijewski) uroczyście nałożył na wizerunek ozdobną ryzę i wstawił go do ikonostasu w soborze monasterskim.
W czasie I wojny światowej mniszki z Turkowic udały się na bieżeństwo, zabierając ze sobą ikonę i pozostawiając w dotychczasowym miejscu zamieszkania jedynie kopię. Oryginał wizerunku zaginął w Rosji w czasie wojny domowej. W związku z tym w 1928 prawosławna społeczność Turkowic zamówiła u ikonografa Piotra Zina kopię utraconej ikony. Była ona otaczana kultem w miejscowej cerkwi cmentarnej (kompleks zabudowań monasteru nie należał już do prawosławnych). Należała do najbardziej czczonych ikon Matki Bożej wśród prawosławnych Ukraińców żyjących w II RP.
Po II wojnie światowej kult wizerunku zamarł z powodu wywiezienia ludności prawosławnej z ziemi hrubieszowskiej. Dopiero w 1981, w zdewastowanej kaplicy w Turkowicach odnalazł kopię ikony Ks. Grzegorz Ostapkowicz wykonaną w 1928. Po poddaniu konserwacji wizerunek został wystawiony początkowo w soborze św. Marii Magdaleny w Warszawie, a następnie przewieziony do cerkwi św. Mikołaja w Tomaszowie Lubelskim.
W 1990 biskup lubelski i chełmski Abel (Popławski) zdecydował o czasowym przeniesieniu ikony do monasteru w Jabłecznej i wyznaczył pierwszą niedzielę po 2/15 lipca dniem jej wspomnienia w PAKP. W 1993 mnich Ambroży (Godun) z klasztoru w Jabłecznej napisał akatyst ku czci ikony.
Święta ku czci ikony miały miejsce poza monasterem w Jabłecznej także w Tomaszowie Lubelskim, zaś od 1999 także w Hrubieszowie i Turkowicach. W 2010, dwa lata po reaktywacji monasteru w Turkowicach, mnisi z Jabłecznej w uroczystej procesji przenieśli wizerunek do tej wspólnoty. Kult Turkowickiej Ikony Matki Bożej znany jest także na wschodniej Ukrainie.

## Opis
Ikona przedstawia Matkę Bożą w szerokim, ciemnym płaszczu i koronie na głowie. Maryja trzyma Dzieciątko Jezus na lewej dłoni, wskazując na nie prawą ręką. Jej twarz jest poważna, wpatrzona w przestrzeń. Jezus, o niedziecięcej, poważnej twarzyczce, wznosi prawą dłoń w geście błogosławieństwa, w lewej trzyma księgę. Na jego głowie również widoczna jest korona.